# کافر

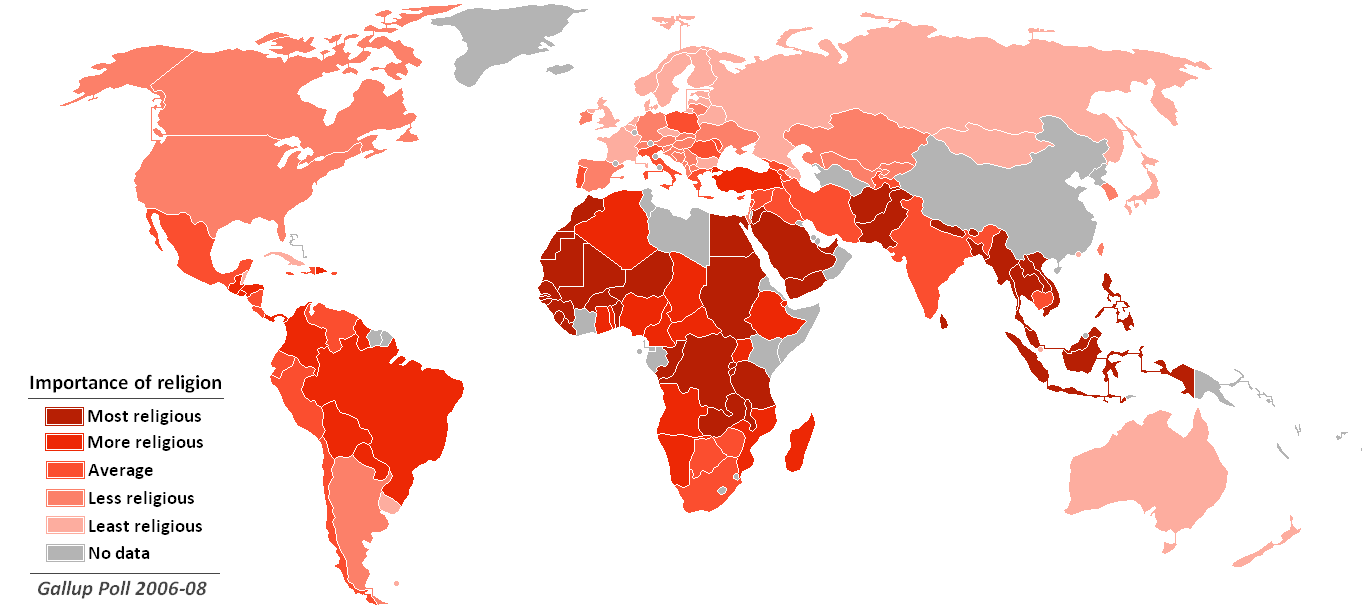
اهمیت دین در سطح جهان

کافِر، بی‌کتاب، ناگرونده، ناگرویده یا ناخستو به کسی گفته می‌شود که از نظر پیروان یک دین، به آن دین اعتقاد نداشته باشد. در قدیم، زندیق هم می‌گفتند.

## انواع کافر
از دیدگاه دین اسلام، اسلام‌ناباوران چند گونه‌اند:
1. کافر اصلی؛
2. کافر تبَعی (مانند فرزندان نابالغ اسلام‌ناباوران)؛
3. کافر کتابی (مانند زرتشتیان و یهودیان…)؛
4. کافر غیر کتابی (مانند بوداییان، بهائیان…)؛
5. کافر ذِمّی (پرداخت کننده جزیه)؛
6. کافر حربی (غیر معاهد)؛
7. کافر حربی معاهَد (مُستَأمَن، پیمان‌بسته)؛
8. کافر توحیدی (کسی که بعد از برگزیدن اسلام، از آن خارج بشود و کافر برگردد.)؛
9. کافر غیر توحیدی (بی‌باور به یکی از ضروریات دین به جز خدا).[۲]

از دیدگاه مراجع تقلید، در دین اسلام، به کسی کافر گفته می‌شود که خدا، معاد، پیغمبری محمّد یا یکی از ضروریات دین (مثل نماز و روزه…) را قبول نداشته باشد.

### اسلام‌ناباور (کافر) ذمی
پس از استیلای حکومت اسلام بر یک منطقه، به دین‌گرایان (فقط) کتابی‌ای که اسلام را نپذیرفته و در عین حال، برای محفوظ ماندن جان و مال و ناموس‌شان، به حکومت اسلامی، جزیه می‌دهند، اسلام‌ناباور (کافر) ذِمی یا اهل ذِمه، گفته می‌شود که به معنای کسانی هستند که تحت ذِمه و ولایت و کفالتِ دیگری‌اند.